# Челлара
Челлара (итал. Cellara) — коммуна в Италии, располагается в регионе Калабрия, подчиняется административному центру Козенца.
Население составляет 527 человек, плотность населения составляет 105 чел./км². Занимает площадь 5 км². Почтовый индекс — 87050. Телефонный код — 0984.
Покровителем коммуны почитается святой Себастьян, празднование в последнее воскресение августа.